# Wapen van Peer

Het wapen van Peer (sinds 1862).

Het wapen van Peer is het heraldisch wapen van de Belgisch-Limburgse gemeente Peer. Het wapen werd op 30 juni 1862 bij koninklijk besluit voor de eerste keer aan de gemeente toegekend en op 8 juli 1986 bij ministerieel besluit herbevestigd.

## Geschiedenis

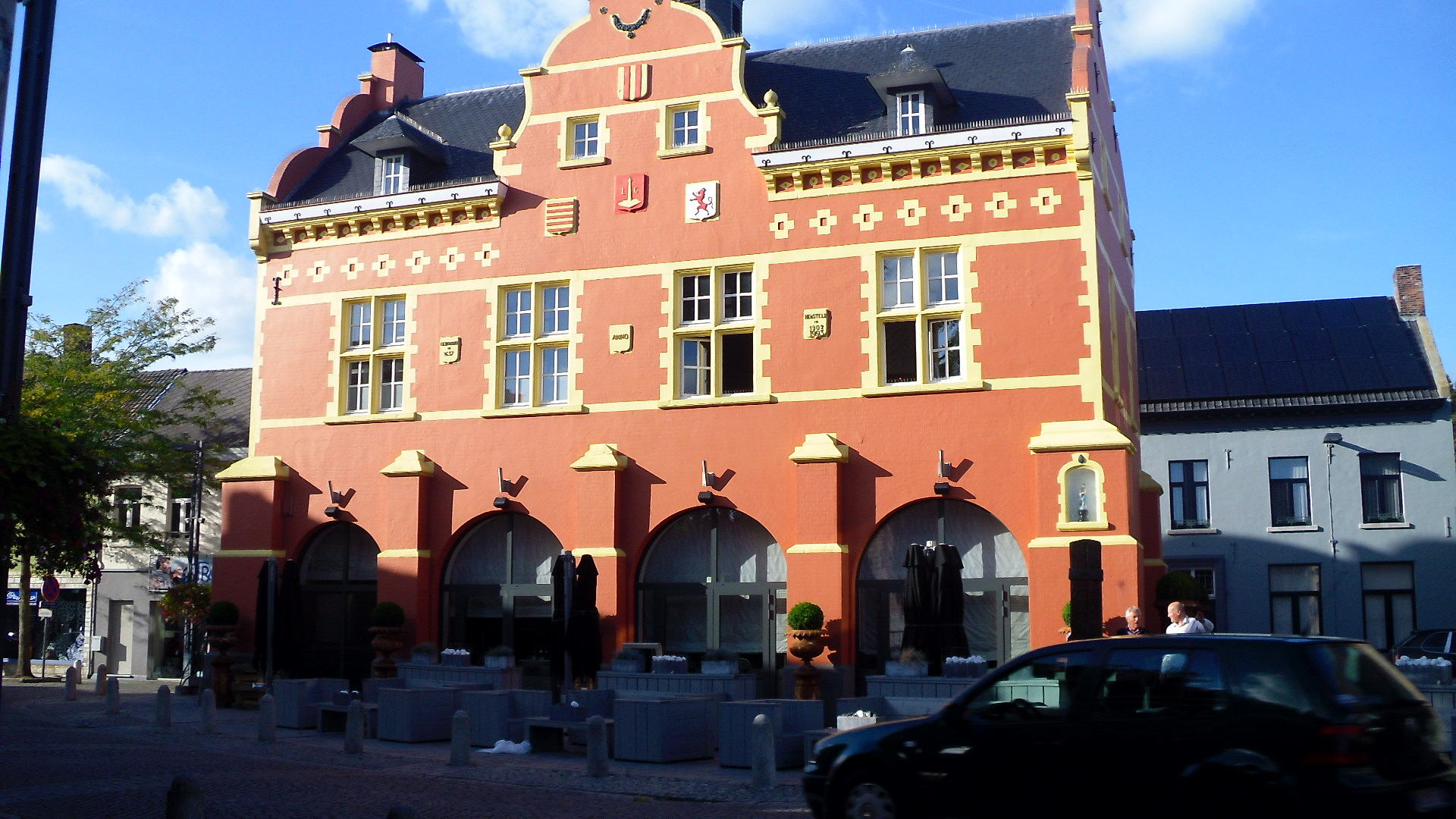
Het voormalig stadhuis van Peer met bovenaan het unieke wapen van (de schepenbank van) Peer, daaronder van links naar rechts het wapen van Loon, het wapen van Luik en ten slotte het wapen van het oude graafschap Peer.

Het wapen van Peer was gebaseerd op een oud zegel van de schepenbank (15e eeuw) van Peer (dit wapen werd ook teruggevonden op een kaart uit de 18e eeuw). Dit zegel toonde een gedeeld wapen met in het eerste deel het wapen van het graafschap Loon, waartoe Peer behoorde, en in het tweede deel het unieke deel van Peer, in goud twee palen van keel, die het wapen onderscheidde van dat van andere Loonse steden. Men vindt het unieke deel van Peer ook als apart wapen terug op het voormalig stadhuis van Peer.
In 1623 werd Peer tot graafschap verheven door keizer Ferdinand II. Tijdens de renovatiewerken aan het voormalig stadhuis werd tevens het wapenschild van graaf Karel van Gevere toegevoegd, die het stadhuis liet bouwen.

## Blazoenering
Het wapen had eerst de volgende blazoenering:
Parti : au 1er fascé d'or et de gueules de dix pièces ; au 2e, d'or à deux pals de gueules.— Koninklijk besluit van 30 juni 1862.
De huidige blazoenering luidt:
Gedeeld 1. gedwarsbalkt van tien stukken van goud en van keel 2. in goud twee palen van keel.— Ministerieel besluit van 8 juli 1986.

## Vergelijkbare wapens

Het wapen van Loon en alle afgeleide wapens daarvan.
Het wapen van Beringen (Loonse stad).
Het wapen van Bilzen (Loonse stad).
Het wapen van Borgloon (Loonse stad).
Het wapen van Bree (Loonse stad).
Het wapen van Dilsen-Stokkem (Stokkem = Loonse stad).
Het wapen van Genk.
Het wapen van Hamont-Achel (Hamont = Loonse stad).
Het wapen van Hasselt (Loonse stad).
Het wapen van Herk-de-Stad (Loonse stad).
Het wapen van Kinrooi.
Het wapen van Maaseik (Loonse stad).
Het wapen van Nieuwerkerken.
Het wapen van Zutendaal.